# Ray Nelson
Pour les articles homonymes, voir Nelson.
Raymond (Ray) Brian Nelson, né le 11 juin 1961 à Glasgow, est un ancien joueur de rugby à XV qui a joué avec l'équipe des États-Unis, évoluant au poste d'arrière . 

## Carrière
Il a eu sa première cape internationale le 11 juin 1983 à l’occasion d’un match contre l'équipe du Canada. Sa dernière sélection fut contre l'équipe d'Angleterre, le 11 octobre 1991. 
Il a disputé trois matchs de la coupe du monde de rugby 1987 et trois matchs de la coupe du monde de rugby 1991.

## Palmarès
- 25 sélections avec l'équipe des États-Unis
- Sélections par années : 2 en 1983, 1 en 1984, 1 en 1985, 1 en 1986, 4 en 1987, 2 en 1988, 2 en 1989, 4 en 1990, 6 en 1991